# Devonport (Marinebasis)

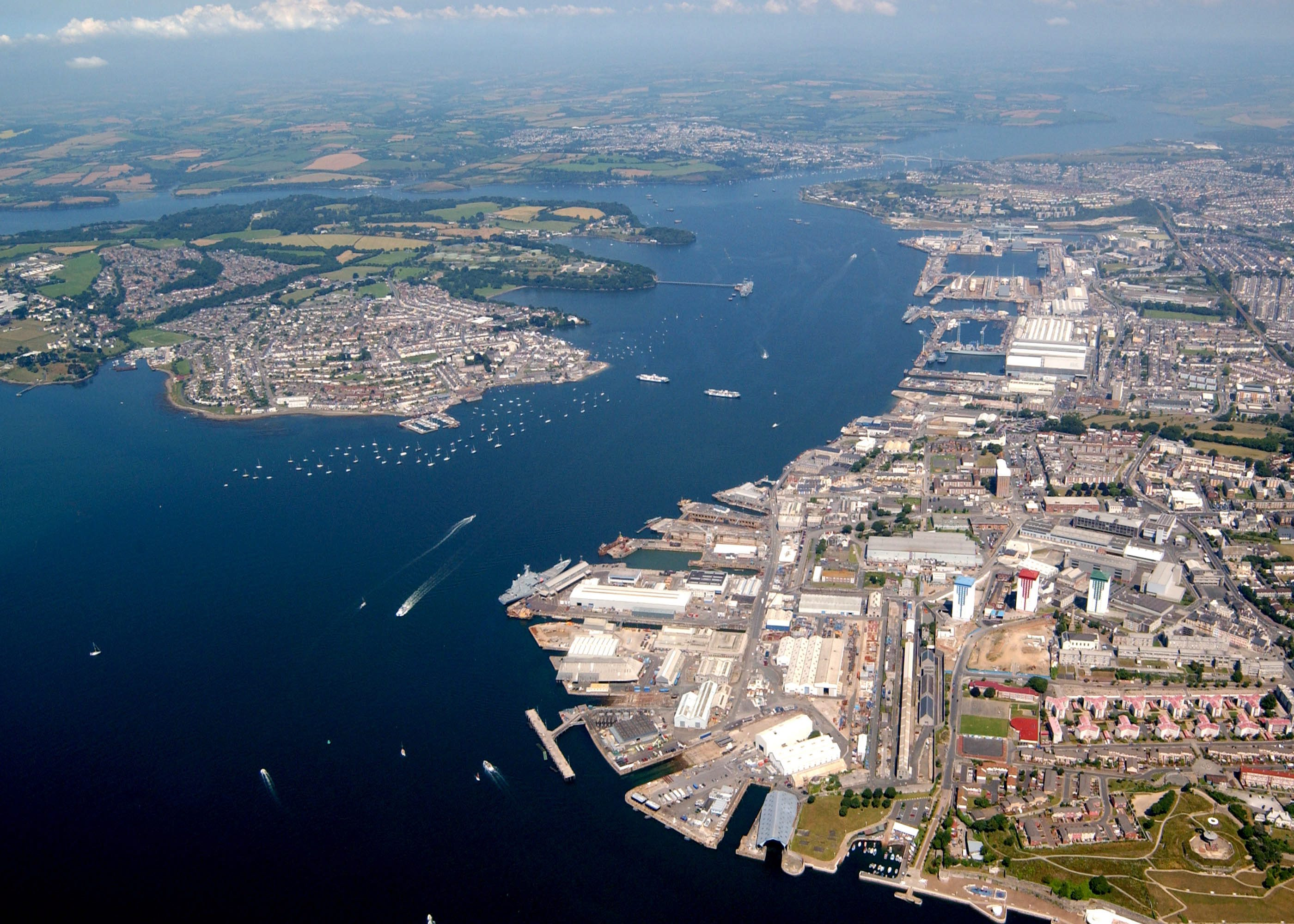
Luftbild der HMNB Devonport
(am rechten Ufer)

Die Marinebasis Devonport (offiziell His Majesty’s Naval Base Devonport) ist ein Flottenstützpunkt der britischen Royal Navy. Sie befindet sich im englischen Plymouth am Hamoaze und ist die größte Marinebasis Westeuropas.

## Geschichte

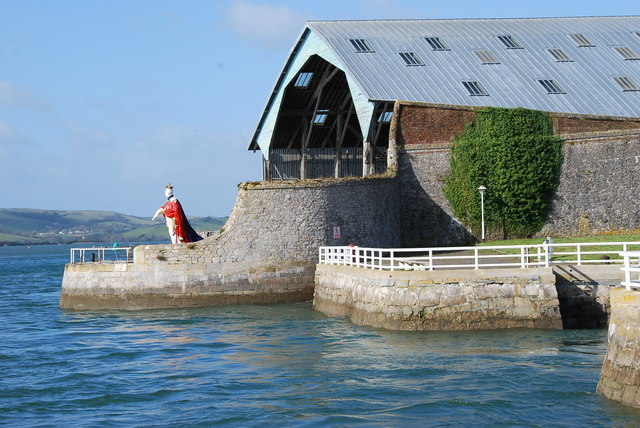
Das erste, Ende des 17. Jahrhunderts erbaute Dock der Marinebasis

Bereits Walter Raleigh hatte einen Marinestützpunkt bei Plymouth am westlichen Ende des Ärmelkanals angeregt. Nachdem 1689 Prinz Wilhelm von Oranien englischer König wurde veranlasste er den Bau einer neuen  Werft westlich von Portsmouth. Nachdem man den Standort in Plymouth als unzureichend verworfen hatte, entschied man sich für das Hamoaze-Gebiet, das bald als Plymouth Dock bekannt wurde und später in Devonport umbenannt wurde. Am 30. Dezember 1690 wurde ein Vertrag über den Bau einer Werft geschlossen und 1691 wurde der Marinestützpunkt als Plymouth Dock eröffnet. 1698 waren die Bauarbeiten auf dem damals etwa 10 ha großen Gelände abgeschlossen. Der Marinestützpunkt spielte in den Seekriegen des 18. Jahrhunderts und während der Koalitionskriege eine immer wichtigere Rolle und wurde im Laufe der Zeit mehrfach erweitert. Die Werft wuchs im 18. Jahrhundert rasch auf bis zu 70 ha an und noch vor Ende des 18. Jahrhunderts wurden drei neue Docks gebaut: das Union Double, das North Dock und das New North Dock. Im Jahr 1824 wurde der Name Plymouth Dock in Devonport Royal Dockyard geändert. Zu Beginn des 20. Jahrhunderts wurde die Werft auf 114 ha vergrößert und erhielt ein neues Wendebecken, das den Namen „Prince of Wales turning basin“ erhielt, nachdem der Prince of Wales und seine Frau auf der Admiralitätsyacht Vivid im Jahr 1907 durch das Becken segelten, um die Eröffnung der neuen Erweiterungen der Werft zu feiern, die 6.000.000 Pfund Sterling kosteten. Nach den Weltkriegen wurde die Werft massiv umgebaut, wobei sogar noch mehr von dem, was Devonport war, in Anspruch genommen wurde, so dass die Gesamtfläche 1969 auf 332 ha und 13 Docks anstieg, und sie war in jeder Hinsicht die größte Marinewerft zu dieser Zeit. Im Zuge der Verkleinerung der Royal Navy ab den 1960er Jahren wurden auch die Kapazitäten der Basis deutlich reduziert. In den späten 1960er Jahren wurde entschieden, zukünftig sämtliche Flugzeugträger und Kreuzer in Portsmouth zu stationieren. Dies bedeutete für den Stützpunkt nicht nur einen großen Imageverlust, sondern vor allem auch den Wegfall von mehreren tausend Arbeitsplätzen.

### Stadt Devonport
Anfang des 18. Jahrhunderts errichteten die ersten Arbeiter ihre Wohnhäuser in unmittelbarer Nähe des Marinestützpunktes. Erst 1773 wurde eine Brücke über den Stonehouse Creek errichtet, so dass die einfach Plymouth Dock genannte Siedlung und der Marinestützpunkt auch über Land von Plymouth aus erreichbar waren. Mit zunehmender Bedeutung des Marinestützpunktes wuchs die Siedlung weiter an, so dass sie mit etwa 30.000 Einwohnern zu Beginn des 19. Jahrhunderts mehr Einwohner als die Stadt Plymouth selbst hatte. Schließlich wurde die Siedlung am 1. Januar 1824 als Devonport selbständig. 1914 wurde Devonport zusammen mit Stonehouse und Plymouth zum Borough of Plymouth zusammengeschlossen.
Ab 1750 entstand auf dem der Marinewerft gegenüberliegenden Ufer des Tamar, auf der cornischen Halbinsel Rame, eine Wohnsiedlung für Arbeiter der Marinewerft. Seit 1791 ist die Torpoint genannte Siedlung mit einer Fähre mit der Werft verbunden. 1872 wurde Torpoint eine eigenständige Gemeinde.

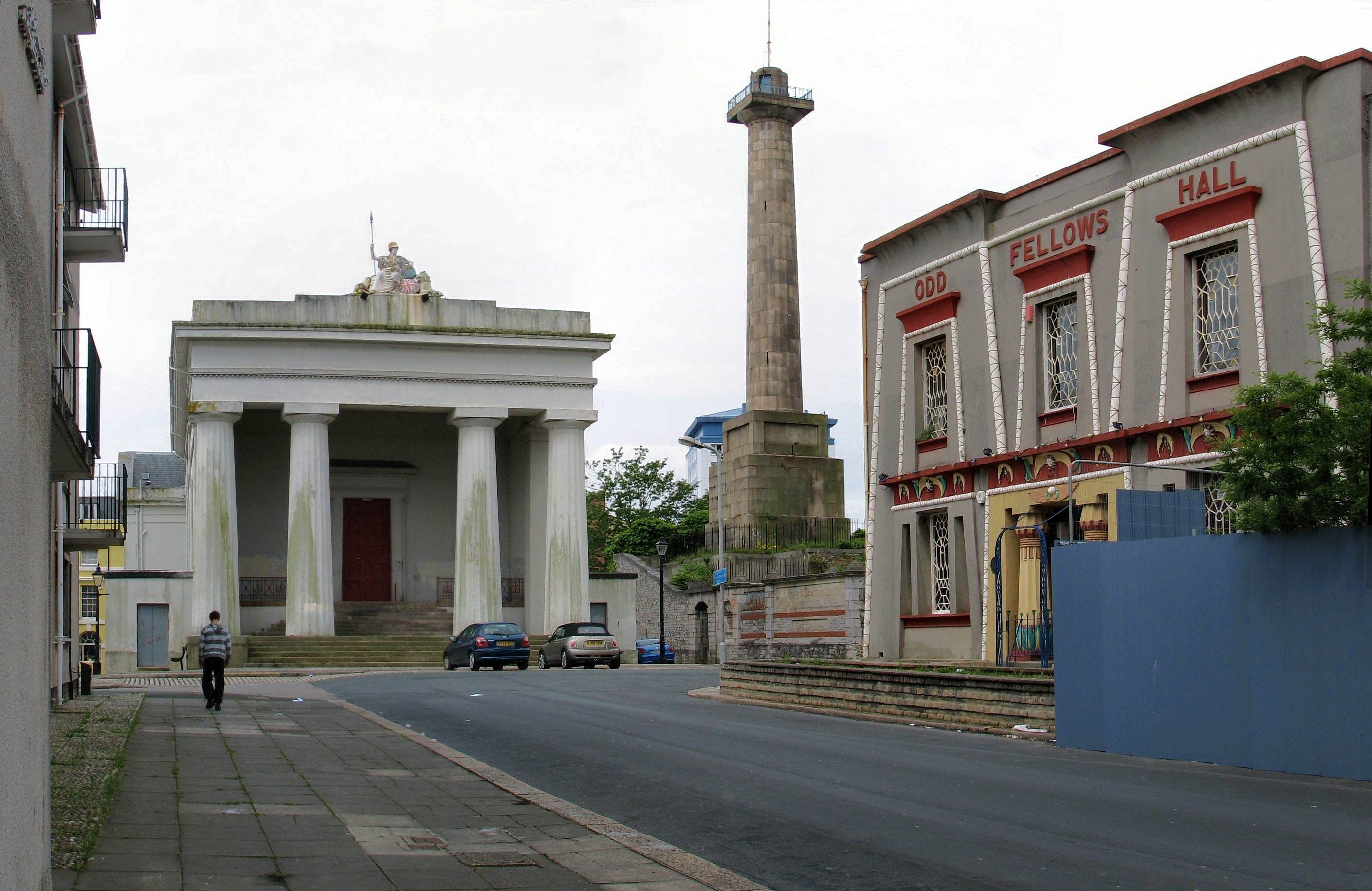
Rathaus und an die Stadtgründung erinnernde Säule in Devonport

### Befestigung von Devonport
1757 wurde die Landseite des Marinestützpunkts mit Erdwällen und Gräben befestigt. 1770 und 1779 wurden mehrere Redouten und andere Befestigungen errichtet, um auch Angriffe von See abwehren zu können. Um 1810 wurden die Wälle auf der Landseite mit Mauern verstärkt, die Gräben wurden vertieft, ebenso in den 1850er Jahren. Mit dem Bau des neuen Fortgürtels um Plymouth ab den 1860er Jahren wurden die Befestigungen überflüssig. Die Wälle und Gräben wurden verfüllt und abgetragen, einige Befestigungen sind noch erhalten und dienen heute wie die Mount Pleasant Redoubt und die Mount Wise Redoubt als Parkanlagen.

## Heute
In den 1990er Jahren schloss die Royal Navy insgesamt vier ihrer acht Flottenstützpunkte auf den britischen Inseln, wodurch die vier verbliebenen Basen wieder an Bedeutung gewannen. Devonport wurde modernisiert, um die neuen Fregatten der Duke-Klasse sowie die Atom-U-Boote der Trafalgar-Klasse aufzunehmen. 1994 wurde entschieden, die amphibischen Kapazitäten der Royal Navy zukünftig auf Devonport zu konzentrieren. Um die neuen amphibischen Schiffe der Royal Navy, insbesondere den Hubschrauberträger Ocean warten und reparieren zu können, wurde die Basis ab 1995 um mehrere größere Docks erweitert.

## Ausstattung
Die Basis erstreckt sich über eine Länge von 6 km entlang des Hamoaze. Sie verfügt über 14 Trockendocks, fünf Hafenbecken sowie 25 zusätzliche tideabhängige Liegeplätze für Schiffe. Der gesamte Stützpunkt hat eine Land- und Wasserfläche von 263 ha. Neben etwa 4.000 militärischen sind auch knapp 2.500 zivile Mitarbeiter auf und um den Stützpunkt beschäftigt. Die Marinebasis Devonport ist damit der größte Arbeitgeber der Stadt Plymouth und macht über 10 Prozent ihrer Wirtschaftsleistung aus.

## Flotte (Devonport Flotilla)

### Fregatten Typ 23
- HMS Argyll
- HMS Montrose
- HMS Northumberland
- HMS Richmond
- HMS Portland
- HMS Somerset
- HMS Sutherland
- HMS St Albans

### U-Boote der Trafalgar-Klasse
- HMS Trenchant
- HMS Triumph

### Amphibische Landungsschiffe
- Albion
- Bulwark

### Hydrographische Überwachungsschiffe
- HMS Echo
- HMS Enterprise
- HMS Magpie
- HMS Scott

### Antarktis-Patrouillenschiff
- HMS Protector

### Weitere in Devonport stationierte Einheiten
- Hydrographische, meteorologische und ozeanographische Ausbildungsgruppe
- Amphibische Einsatzgruppe
- HMS Vivid
- RM Tamar/47 Commando (Raiding Group) Royal Marines
- 10. Landungsboot-Ausbildungsstaffel (Landing Craft Training Squadron)
- 4.  Assault Squadron
- 6.  Assault Squadron
- 9.  Assault Squadron
- 539.  Assault Squadron
- Hasler NSRC (Naval Service Recovery Centre)
- Tauchergruppe Süd

## Verwaltung

### Bevollmächtigte der Marine
Bis 1832 wurde die Plymouth Royal Dockyard von einem „Commissioner of the Navy“ im Auftrag des Navy Board in London verwaltet:

#### Resident Commissioner in Plymouth
- Kapitän Henry Greenhill (ernannt am 25. Dezember 1691)
- Kapitän George St. Lo (ernannt am 26. März 1695)
- Kapitän William Wright (ernannt am 1. Mai 1703)
- Kapitän Henry Greenhill (ernannt im Februar 1704)
- Kapitän William Wright (ernannt am 1. Juli 1708)
- Kapitän Richard Edwards (ernannt am 19. Juni 1711)
- Kapitän Sir William Jumper (ernannt am 12. November 1714)
- Kapitän Thomas Swanton (ernannt am 30. März 1715)
- Kapitän Francis Dove (ernannt am 23. Juli 1716)
- Kapitän Sir Nicholas Trevanion (ernannt am 22. April 1726)
- Kapitän Matthew Morris (ernannt am 9. Dezember 1737)
- Kapitän Philip Vanbrugh (ernannt am 8. Januar 1738)
- Kapitän Sir Frederick Rogers (ernannt am 3. Oktober 1753)
- Edward Le Cras (ernannt im Dezember 1782)
- Kapitän Sir John Laforey (ernannt am 6. Mai 1784)
- Kapitän Robert Fanshawe (ernannt am 13. November 1789)
- Kapitän William Shield (ernannt am 12. Dezember 1815 – 1822)

#### Resident Commissioners in Devonport
- Kapitän William Shield, 1823–1828
- Kapitän Charles B. H. Ross, ernannt am 13. März 1829.

Durch eine Verordnung des Privy Council vom 27. Juni 1832 wurde die Funktion des Commissioner durch einen Admiral-Superintendent ersetzt

#### Admiral-Superintendent der Werft
Im Jahr 1832 wurde das Navy Board abgeschafft, und alle Bereiche mit Ausnahme des Board of Ordnance wurden der direkten Kontrolle der Admiralität unterstellt. Ein Offizier der Royal Navy, in der Regel im Rang eines Konteradmirals, wurde zum Admiral-Superintendent der Werft ernannt; manchmal wurde der Posten jedoch auch von einem Commodore-Superintendent oder sogar einem Vizeadmiral bekleidet. Sie waren für alle zivilen Unterstützungsdienste der Werftabteilungen zuständig.
- Konteradmiral Sir John Louis (ernannt am 16. Dezember 1846)
- Kommodore Lord John Hay (ernannt am 9. Februar 1850)
- Flottillenadmiral Michael Seymour (ernannt am 8. September 1851)
- Konteradmiral Hon. Montagu Stopford (ernannt am 21. März 1854)
- Konteradmiral Henry Eden (ernannt am 4. August 1854)
- Konteradmiral Michael Seymour (ernannt am 12. Dezember 1854)
- Konteradmiral Sir James Hanway Plumridge (ernannt am 19. Februar 1855)
- Konteradmiral Sir Thomas Sabine Pasley (ernannt am 4. Dezember 1857)
- Konteradmiral Thomas Matthew Charles Symonds (ernannt am 1. Dezember 1862)
- Vizeadmiral Hon. James Robert Drummond (ernannt am 24. April 1866)
- Konteradmiral William Houston Stewart (ernannt am 5. Juni 1870)
- Vizeadmiral Sir William King-Hall (ernannt am 20. November 1871)
- Konteradmiral William Charles Chamberlain (ernannt am 5. August 1875)
- Konteradmiral George Ommanney Willes (ernannt am 1. Mai 1876)
- Konteradmiral Charles Webley Hope (ernannt am 1. Februar 1879)
- Konteradmiral Charles Thomas Curme (ernannt am 20. Februar 1880)
- Konteradmiral John Crawford Wilson (ernannt am 23. Februar 1885)
- Vizeadmiral Henry Duncan Grant (ernannt am 10. Juli 1885)
- Vizeadmiral Sir Walter James Hunt-Grubbe (ernannt am 1. August 1888)
- Konteradmiral Sir Robert Henry More Molyneux (ernannt am 4. August 1891)
- Konteradmiral Edmund John Church (ernannt am 7. August 1894)
- Konteradmiral Henry John Carr (ernannt am 3. November 1896)
- Vizeadmiral Sir Thomas Sturges Jackson (ernannt am 7. Juli 1899)
- Konteradmiral William Hanam Henderson (ernannt am 11. Juli 1902 – während seiner Amtszeit zum Vizeadmiral ernannt, 1904)
- Vizeadmiral Charles James Barlow (ernannt am 31. März 1906)
- Vizeadmiral Charles Henry Cross (ernannt am 31. März 1908)
- Vizeadmiral Robert Henry Simpson Stokes (ernannt am 4. Oktober 1910)
- Konteradmiral Godfrey Harry Brydges Mundy (ernannt am 11. Dezember 1913)
- Konteradmiral Sir Arthur Henniker-Hughan (ernannt am 18. Dezember 1916)
- Konteradmiral Edwin Veale Underhill (ernannt am 1. September 1919)
- Konteradmiral Hugh Lindsay Patrick Heard (ernannt am 20. September 1922)
- Vizeadmiral Louis Charles Stirling Woollcombe (ernannt am 1. November 1926)
- Vizeadmiral Oliver Backhouse (ernannt am 1. März 1927 und wieder ernannt am 10. Oktober 1929)
- Vizeadmiral Harold Owen Reinold (ernannt am 2. März 1931)
- Vizeadmiral Arthur Lionel Snagge (ernannt 1935)
- Vizeadmiral Arthur Ninian Dowding (ernannt am 27. September 1938)
- Vizeadmiral Randolph Stewart Gresham Nicholson (ernannt am 18. Dezember 1945)
- Admiral Philip King Enright (ernannt am 6. Februar 1950)
- Vizeadmiral Leslie Newton Brownfield (ernannt am 31. März 1954)
- Vizeadmiral Lancelot Arthur Babington Peile (ernannt im November 1957)
- Vizeadmiral George David Archibald Gregory (ernannt am 29. September 1960)
- Konteradmiral A. J. Cawthra (ernannt am 2. April 1964)
- Konteradmiral Denis Bryan Harvey „Dick“ Wildish (ernannt am 26. Oktober 1966 bis Mai 1970)

Am 30. Dezember 1970 wurde Vizeadmiral J. R. McKaig zum Port Admiral der Marinebasis Ihrer Majestät in Devonport und zum Flaggoffizier in Plymouth ernannt. Am 5. September 1971 wurden alle Flaggoffiziere der Royal Navy, die eine Position als Admiral Superintendent in den Royal Dockyards innehatten, in Port Admiral umbenannt.

#### Port Admiral Devonport und Flag Officer Plymouth
- Vizeadmiral Sir Rae McKaig (Dezember 1970 – März 1973)
- Vizeadmiral Sir Arthur Power (März 1973 – Februar 1975)
- Vizeadmiral Sir Gordon Tait (Februar 1975 – Januar 1977)
- Vizeadmiral Sir John Forbes (Januar 1977 – Januar 1979)
- Vizeadmiral Sir Peter Berger (Januar 1979 – Februar 1981)
- Vizeadmiral Sir Simon Cassels (Februar 1981 – September 1982)
- Vizeadmiral Sir David Brown (September 1982 – 1985)
- Vizeadmiral Sir Robert Gerken (September 1985 – März 1987)
- Vizeadmiral Sir John Webster (März 1987 – April 1990)
- Vizeadmiral Sir Alan Grose (April 1990 – September 1992)
- Vizeadmiral Sir Roy Newman (September 1992 – 1996)